# Wells County, Indiana
Wells County är ett administrativt område i delstaten Indiana, USA, med 27 636 invånare. Den administrativa huvudorten (county seat) är Bluffton.

## Geografi
Enligt United States Census Bureau har countyt en total area på 959 km². 958 km² av den arean är land och 1 km² är vatten.

### Angränsande countyn
- Allen County - norr
- Adams County - öst
- Jay County - sydost
- Blackford County - söder
- Grant County - väst
- Huntington County - nordväst

### Orter
- Bluffton (huvudort)
- Ossian